# SRARP
SRARP (англ. Steroid receptor associated and regulated protein) – білок, який кодується однойменним геном, розташованим у людей на 1-й хромосомі. Довжина поліпептидного ланцюга білка становить 169 амінокислот, а молекулярна маса — 17 657.
| 10         |  | 20         |  | 30         |  | 40         |  | 50         |
| ---------- |  | ---------- |  | ---------- |  | ---------- |  | ---------- |
| MAPSEDPRDW |  | RANLKGTIRE |  | TGLETSSGGK |  | LAGHQKTVPT |  | AHLTFVIDCT |
| HGKQLSLAAT |  | ASPPQAPSPN |  | RGLVTPPMKT |  | YIVFCGENWP |  | HLTRVTPMGG |
| GCLAQARATL |  | PLCRGSVASA |  | SFPVSPLCPQ |  | EVPEAKGKPV |  | KAAPVRSSTW |
| GTVKDSLKAL |  | SSCVCGQAD  |  |            |  |            |  |            |

A: Аланін

C: Цистеїн

D: Аспарагінова кислота

E: Глутамінова кислота

F: Фенілаланін

G: Гліцин

H: Гістидин

I: Ізолейцин

K: Лізин

L: Лейцин

M: Метіонін

N: Аспарагін

P: Пролін

Q: Глутамін

R: Аргінін

S: Серин

T: Треонін

V: Валін

W: Триптофан